# Штемпель, Николай Аркадьевич фон
Барон Николай Аркадьевич фон Штемпель (нем. Nikolai von Stempel; 22 июня 1861, Полтава, Полтавская губерния, Российская империя — 11 июля 1947, Экс-ле-Бен, департамент Савойя, Франция) — русский военачальник, генерал-лейтенант (1917).

## Биография
Родился в 1861 году в Полтаве в семье офицера русской императорской армии барона Аркадия фон Штемпеля (1811—1885). Выходец из остзейского немецкого баронского рода Штемпелей, по вероисповеданию лютеранин. Образование: Николаевский кадетский корпус в Санкт-Петербурге (выпуск 1881), Николаевское кавалерийское училище в том же городе (выпуск 1883). Из училища был выпущен корнетом в Кирасирский Его Величества лейб-гвардии полк. В полку прослужил более четверти века, с 1900 года — полковник, но не был командиром полка (в полках гвардейской кавалерии по штату было несколько полковников). В 1907 году принял под своё командование Киевский 9-й гусарский полк, командиром которого оставался до начала 1910 года.
23 февраля 1910 года (по старому стилю) был назначен командиром 1-й бригады 5-й кавалерийской дивизии, а десятого апреля того же года был произведён в генерал-майоры с формулировкой «за отличие». Однако, уже 17 ноября того же года, спустя восемь месяцев командования, стал командиром другой бригады — 1-й бригады 1-й кавалерийской дивизии, а 23 декабря того же года (спустя шесть недель командования) был уволен в отставку без производства в следующий чин. Странные «кульбиты» в карьере фон Штемпеля, происходившие в течение 1910 года, могли быть связаны с проблемами со здоровьем или же с каким-нибудь скандалом, подробности которого неизвестны.
В 1913 году, после трёх лет отставки, фон Штемпель вернулся на действительную службу тем же чином и получил под своё командование 2-ю бригаду 6-й кавалерийской дивизии. На начальном этапе Первой мировой войны, в период поражения войск генералов А. В. Самсонова и П. К. Рененкампфа в Восточной Пруссии (в немецкой историографии это сражение известно, как битва при Танненберге), сумел выйти из окружения и сохранил командование бригадой.
В период с осени 1914 года до Февральской революции 1917 года находился в действующей армии в тех же чине и должности, не получая повышения по службе. Имел все награды вплоть до ордена Святой Анны 1 степени (1916).
После Февральской революции, фон Штемпель 4 мая 1917 года был назначен командующим 9-й кавалерийской дивизии, а 22 октября 1917 года (за две недели до Октябрьской революции) был произведён в генерал-лейтенанты.
После Октябрьской революции эмигрировал, проживал в Югославии и во Франции. Являлся председателем полкового объединения (объединения ветеранов) Кирасирского Его Величества лейб-гвардии полка и Союза русских военных инвалидов в Югославии. Во время наступления Красной армии на завершающем этапе Второй мировой войны (или ранее) успел выехать во Францию.
Скончался в 1947 году во французском городе Экс-ле-Бен.
Был трижды женат.
Первая супруга — Елизавета Николаевна Аносова (1872—1918), по вероисповеданию православная, дочь владельца золотых приисков и камер-юнкера двора Николая Павловича Аносова (1834—1890) и Софьи Александровны Аносовой, урождённой Панфиловой (1850—1901), дочери адмирала Александра Ивановича Панфилова (1808—1874). В этом браке родились два сына и дочь.
Вторая жена — Екатерина, урождённая княжна Максутова.

## Старшие награды
- Орден Святого Станислава 2 степени (1894)
- Орден Святой Анны 2 степени (1897)
- Орден Святого Владимира 4 степени (1900; мечи и бант — 1915)
- Орден Святого Владимира 3 степени (1909; мечи — 1915)
- Орден Святого Станислава 1 степени с мечами (1915)
- Орден Святой Анны 1 степени с мечами (1916)